# Mazapa de Madero
La città di Mazapa de Madero è a capo dell'omonimo comune, nello stato del Chiapas, Messico. Conta 1 521 abitanti secondo le stime del censimento del 2005 e le sue coordinate sono 15°23'N 92°11'W.

## Toponimia
Mazapa significa "Fiume di Venado", in lingua náhuatl másatl, a questo venne aggiunto a partire dal 1929 per decreto del governatore Raymundo E. Enríquez il nome di Madero, in onore del presidente e apostolo della patria Francisco I. Madero.

## Storia
Il villaggio di Mazapa de Madero fu fondato originariamente nel posto conosciuto come villaggio viaggiatore, verso la fine del XVI secolo, con il nome di San Martín Mazapa, provincia del Guatemala; il 19 luglio del 1883 per effetto del trattato sui confini tra Messico e Guatemala avvenuto in data 27 settembre 1882, il villaggio di Mazapa entrò a far parte del dipartimento dell'allora Soconusco in Chiapas.

Dal 1983, in seguito alla divisione del Sistema de Planeación, è ubicata nella regione economica VII: SIERRA.